# Сервандони, Джованни Никколо
Джованни Никколо Сервандони (итал. Giovanni Niccolò Servandoni; 2 мая 1695, Флоренция — 19 января 1766, Париж) — итальянский архитектор, живописец, театральный художник, машинист сцены. Видный представитель театрально-декорационного искусства стиля барокко и переходного стиля «классицизирующего барокко» в архитектуре Франции первой половины XVIII века.

## Биография
Родился во Флоренции 2 мая 1695 года, предположительно в семье итальянцев. Обучался в Риме под руководством живописца Джованни Паоло Панини и архитектора Джузеппе Росси. По окончании учёбы отправился в Лиссабон для работы над театральными декорациями. В 1724 г. поселился в Париже, где занимался архитектурой и сценографией. В 1728 г. назначен на должность «первого художника-декоратора Королевской академии музыки». В 1738—1742 и 1753—1758 годах работал в помещении «Зала театральных машин» в королевском дворце Тюильри. Несмотря на то, что французская столица стала для него родным домом, в силу рода занятий часто путешествовал по Европе, побывал во многих столицах, в том числе в Лондоне (1749) и Вене (1760). В 1740-х гг. был декоратором в театрах Лиссабона, Бордо, Брюсселя, Дрездена. Умер в Париже 19 января 1766 года.

## Творческая деятельность
Сервандони известен театральными декорациями, выполненными в стиле барокко. Их он создавал для опер «Пирам и Тисба» Ф. Ребеля и Ф. Франкёра (1724), «Прозерпина» (1727), «Тезей» (1729) и «Фаэтон» Ж.-Б. Люлли, «Галантные Индии» Ж.-Ф. Рамо и многих других. На сцене воспроизводил помпезные, монументальные, строгие здания, гармонировавшие со стилем французской драматургии того времени. Развивая декорационные принципы театральных художников семьи Бибьена, Сервандони создавал систему классически простых арок, лишённых орнамента, которые пересекали сцену по диагонали (в системе угловой перспективы), при этом верх зданий терялся в колосниках. Работая в «Зале театральных машин» в Тюильри, художник устраивал своеобразные «декоративные спектакли» на мифологические сюжеты. Они состояли из демонстрации часто сменяющихся под музыку декораций: «Пандора» (1739), «Сошествие Энея в ад» (1740), «Геро и Леандра» (1742), «Награждённое постоянство» (1757) и других.
Джованни Сервандони является автором необычного проекта западного фасада парижской церкви Сен-Сюльпис (1732). Считается, что в этой работе Сервандони переработал фасад лондонского собора Святого Павла, созданный сэром Кристофером Реном (проект 1675 года). Однако, скорее, итальянский архитектор смело соединил типично итальянскую колоннаду в палладианском стиле с традицией возведения двубашенных храмов, существовавшей как в Италии, так и в странах «к Северу от Альп».
Сервандони был мастером живописных ведут, он писал архитектурные пейзажи, оформлял придворные празднества, праздничные концерты и уличные шествия. Его французским учеником был мастер архитектурных ведут, рисовальщик и живописец Пьер-Антуан Демаши.